# Apeadero de Alegria
El Apeadero de Alegria es una plataforma ferroviaria de la Línea del Duero, que sirve a la localidad de Alegria, en el ayuntamiento de Carrazeda de Ansiães, en Portugal.

## Historia
Este apeadero se encuentra en el tramo de la Línea del Duero entre las Estaciones de Túa y Pocinho, que abrió a la explotación el 10 de enero de 1887.